# Ду Фэнцзюй, Магдалена
Магдале́на Ду Фэнцзю́й  (кит. трад. 杜鳳菊 德蓮, упр. 杜凤菊 德莲, пиньинь Dù Fèngjú Délián, палл. Ду Фэнцзюй Дэлянь, 1881 г., провинция Хэбэй, Китай — 29 июня 1900 г., там же) — святая Римско-Католической Церкви, мученица.

## Биография
Во время ихэтуаньского восстания 1899—1900 гг. в Китае христиане преследовались жестоким гонениям. Магдалена Ду Фэнцзюй укрывалась от преследований восставших боксёров вместе со своей матерью, двумя братьями и сестрой в убежище недалеко от деревни, в которой она проживала. 29 июня 1900 года их тайное убежище было раскрыто повстанцами, однако, Магдалене и её сестре удалось скрыться и найти новое убежище у своего знакомого. Несмотря на это, повстанцы вновь обнаружили Магдалену и ранили огнестрельным оружием. В это же время мать Магдалены и её братья приняли мученическую смерть, отказавшись отречься от христианства. Когда жители деревни собрались хоронить убитых, то оказалось, что Магдалена была ещё жива. Чтобы спасти её от смерти и оказать медицинскую помощь, повстанцы предложили ей отречься от христианской веры. Магдалена Ду Фэнцзюй осталась верна христианству и тогда повстанцы бросили ещё живую Магдалену в могилу и закопали её вместе с убитыми родными.

## Прославление
Магдалена Ду Фэнцзюй была беатифицирована вместе со своей матерью Марией Ду Тянь 17 апреля 1955 года Римским Папой Пием XII и канонизирована 1 октября 2000 года Римским Папой Иоанном Павлом II вместе с группой 120 китайских мучеников.
День памяти в Католической Церкви — 9 июля.

## Источник
- George G. Christian OP, Augustine Zhao Rong and Companions, Martyrs of China, 2005, стр. 86 (недоступная ссылка)  (англ.)